# قبطقة

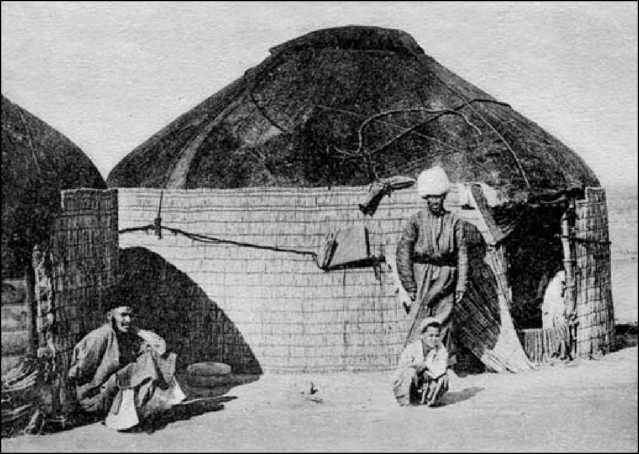
قُبُطْقَة لشعب الـتيكي

القُبْطُقَة ( (الروسية: кибитка) </link> ، من "القُبّة" العربية) هو يورت رعوي للبدو الرحل من القرغيز والقزق أواخر القرن التاسع عشر.

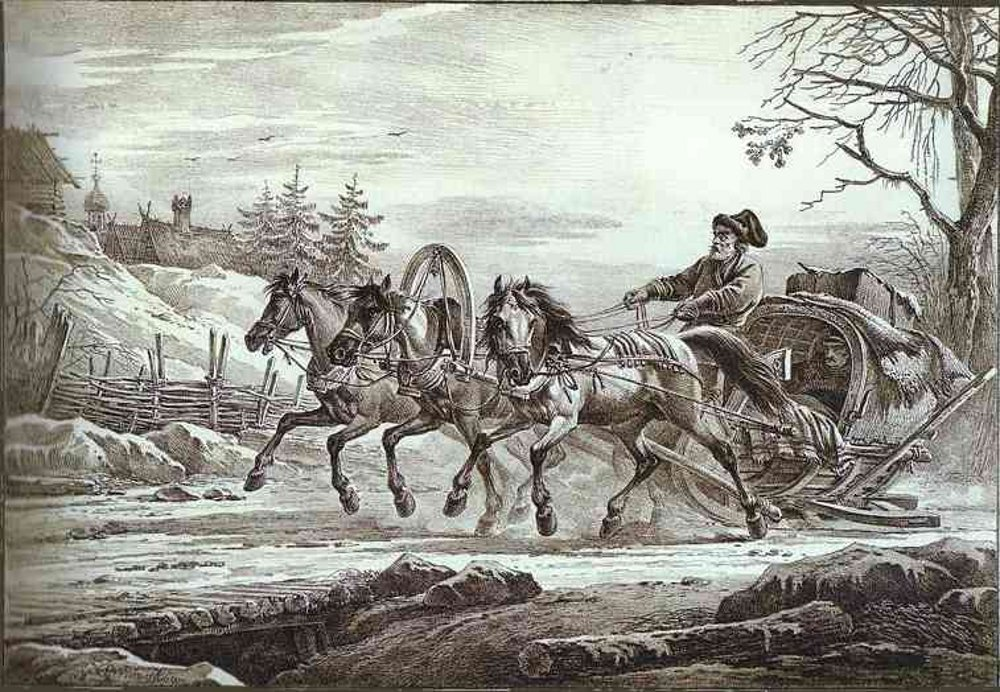
ألكسندر أورلوسكي، "رحّالة في قُبُطْقَة"

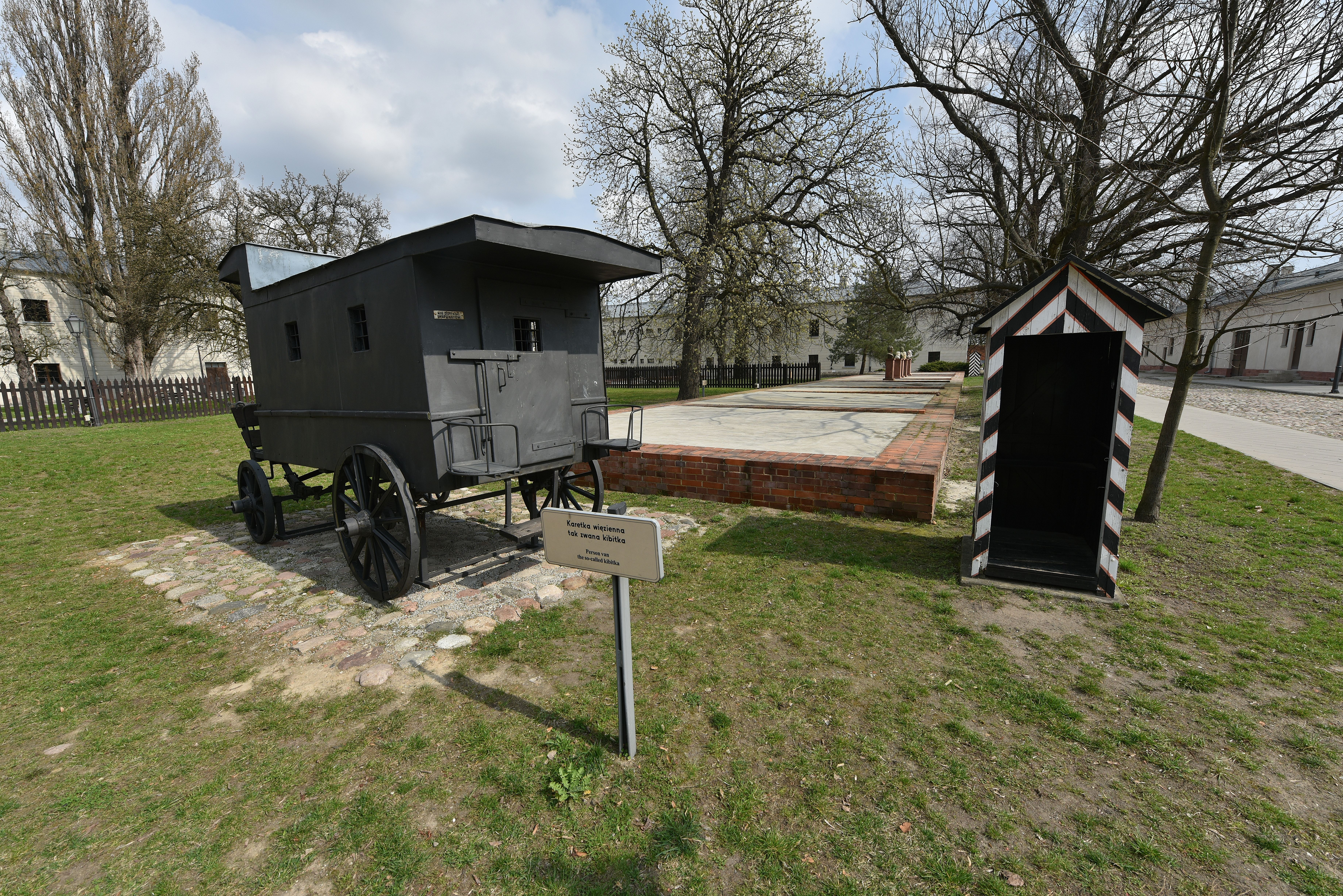
شاحنة سجن من القرن التاسع عشر تُعرف في اللغة البولندية باسم قُبُطْقَة

تشير الكلمة أيضًا إلى نوع روسي من العربات  أو الزلاجات.
تستخدم القُبُطْقَة نفس المعدات التي تستخدمها الترويكا، ولكنها، على عكس الترويكا، أكبر حجمًا وعادةً ما تكون مغلقة. في الأدب والفولكلور الروسي، يستخدم مصطلح قُبُطْقَة بشكل رئيسي لعربات الغجر. زمان الإمبراطورية الروسية، أدى استخدامه لنقل النبلاء المتهمين إلى ظهور مصطلح kibitkenjustiz ("قُبُطْقَة العدالة") باللغة الألمانية.